# Acadia
Acadia (fr.: Acadie) var en fransk koloni, grundlagt i 1600-tallet som en del af kolonien Nouvelle-France, der også omfattede den større koloni Québec. Acadia havde hovedsagelig centrum på øen Nova Scotia i dagens Canada. Området omfatter i hovedsagen dagens New Brunswick, Nova Scotia og Prince Edward Island.
De franske indbyggere i Acadia, acadierne, skabte deres eget samfund. Gennem det meste af 1600- og 1700-tallet blev kolonien gentagne gange erobret af briterne og generobret af de franske, indtil Frankrig endeligt måtte afstå den til Storbritannien ved Paris-traktaten i 1763. Under briternes krig mod de indfødte stolede de ikke på de franske indbyggere, da disse havde haft et godt samarbejde med de indfødte, og Frankrig støttede de indfødte i krigen. Dette gjorde, at de britiske styrker forsøgte at fremtvinge en troskabsed fra den franske befolkning. Da disse nægtede, raserede briterne bosættelserne og fordrev indbyggerne fra deres hjem i 1755 som et tidligt eksempel på etnisk udrensning (le Grand Dérangement). Fem år senere overtog britiske loyalister acadiernes ejendomme.
Mange af de fordrevne bosatte sig i den franske koloni Louisiane, hvor deres franske sprog fremdeles tales af henved 300.000 mennesker. Af folkenavnet cadien, anglificeret til Cajun, har verden fået begreber for mad og musik fra denne region.